# Sierra de las Estancias
La Sierra de las Estancias es un macizo montañoso español que cruza transversalmente el norte de la provincia de Almería en dirección suroeste-noreste, desde el Altiplano Granadino hasta el límite con la región de Murcia. Conforma el límite norte del Valle del Almanzora, y es el límite sur del pasillo de Cúllar-Chirivel.

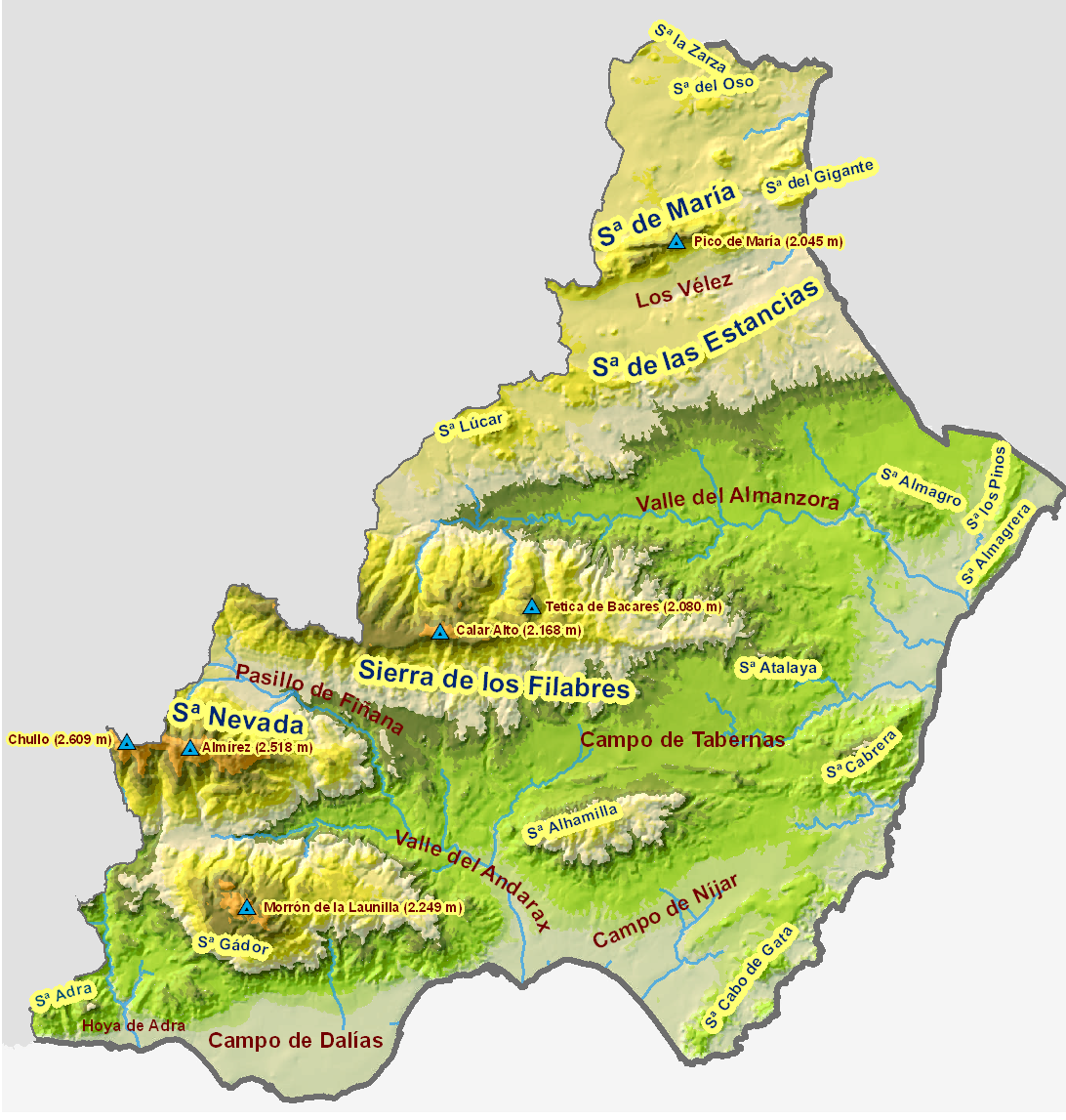
Localización de la Sierra de las Estancias

## Geomorfología
Está formada mayoritariamente por materiales carbonatados del complejo alpujárride, dentro del núcleo central de las Béticas. Se organiza en una serie de macizos calizos-dolomíticos separados por alvéolos filíticos que se asientan sobre un sustrato más antiguo formado fundamentalmente por cuarcitas y esquistos.

Su altitud ronda los 1000-1500 m, disminuyendo en sentido oeste-este. Está dividida en las siguientes unidades:
- Sierra del Madroñal (1350 m)
- Sierra de Lúcar (1720 m)
- Sierra de Oria (1500 m)
- Sierra del Saliente (1450 m)
- Cruz de Talavera (1287 m)

Entre ellas aparecen cubetas y depresiones rellenas de materiales recientes. Dicha geología da lugar a un paisaje en el que se mezclan los cerros escarpados con las depresiones cerradas, y los farallones verticales con los glacis y cuestas. Es común la existencia de cuevas y abrigos en los afloramientos calizos.

## Vegetación
La vegetación existente en la actualidad presenta un grado muy alto de degradación antrópica. Las formaciones arbóreas están constituidas por pinares de repoblación (Pinus halepensis) anteriores a los años 60 como especie casi exclusiva, y un encinar muy degradado, relegado a zonas de difícil acceso. Se está llevando a cabo una repoblación de pinos y encinas, e incluso de nogales en parcelas privadas y subvencionadas. Fruto de estas actuaciones, encontramos en la sierra de Lúcar-Partaloa la mayor extensión de cubierta arbórea.

Es de destacar que, hasta el siglo pasado, las referencias toponímicas y documentales nos hablan de amplios pinares autóctonos, encinares e incluso acerales (especie propia de áreas húmedas, con un mínimo de precipitaciones de 600 mm anuales). El resto de la vegetación viene determinada por series de degradación de la vegetación climácica, constituida por especies de porte arbustivo, un pastizal seco de gramínea de porte bajo y en su estadio más degradado por un tomillar nitrófilo. Esta vegetación se combina con la de algunos tramos de bosque galería en las zonas altas y más encajadas de las ramblas y arroyos, algunos de ellos catalogados por su singularidad.

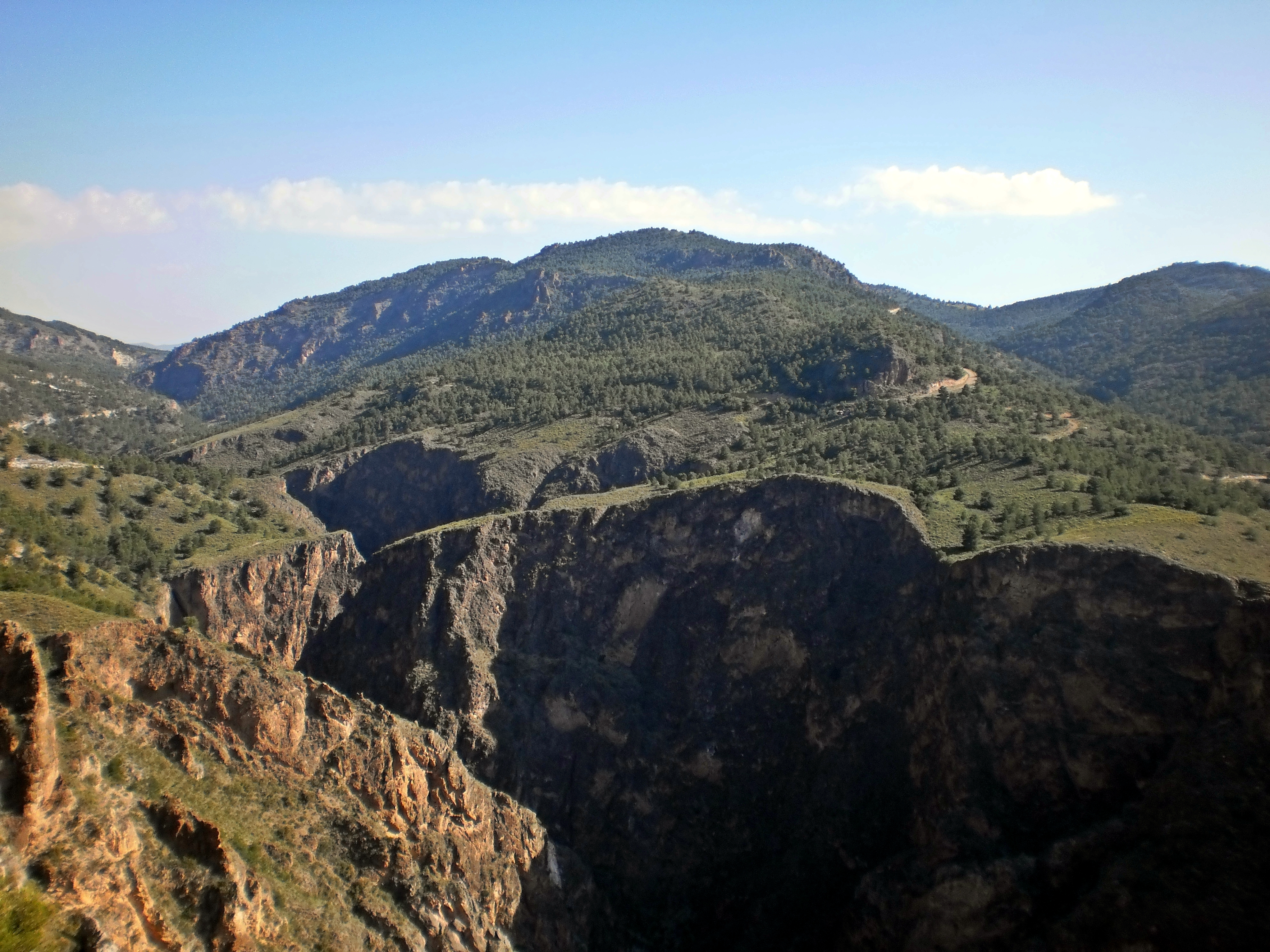
Cerrada de Maimón

## Poblaciones
Las poblaciones que se ubican o tienen su término en esta sierra son: Albox, Cúllar, Lúcar, Oria, Partaloa, Purchena, , Somontín, Taberno, Urrácal, y Vélez-Rubio.

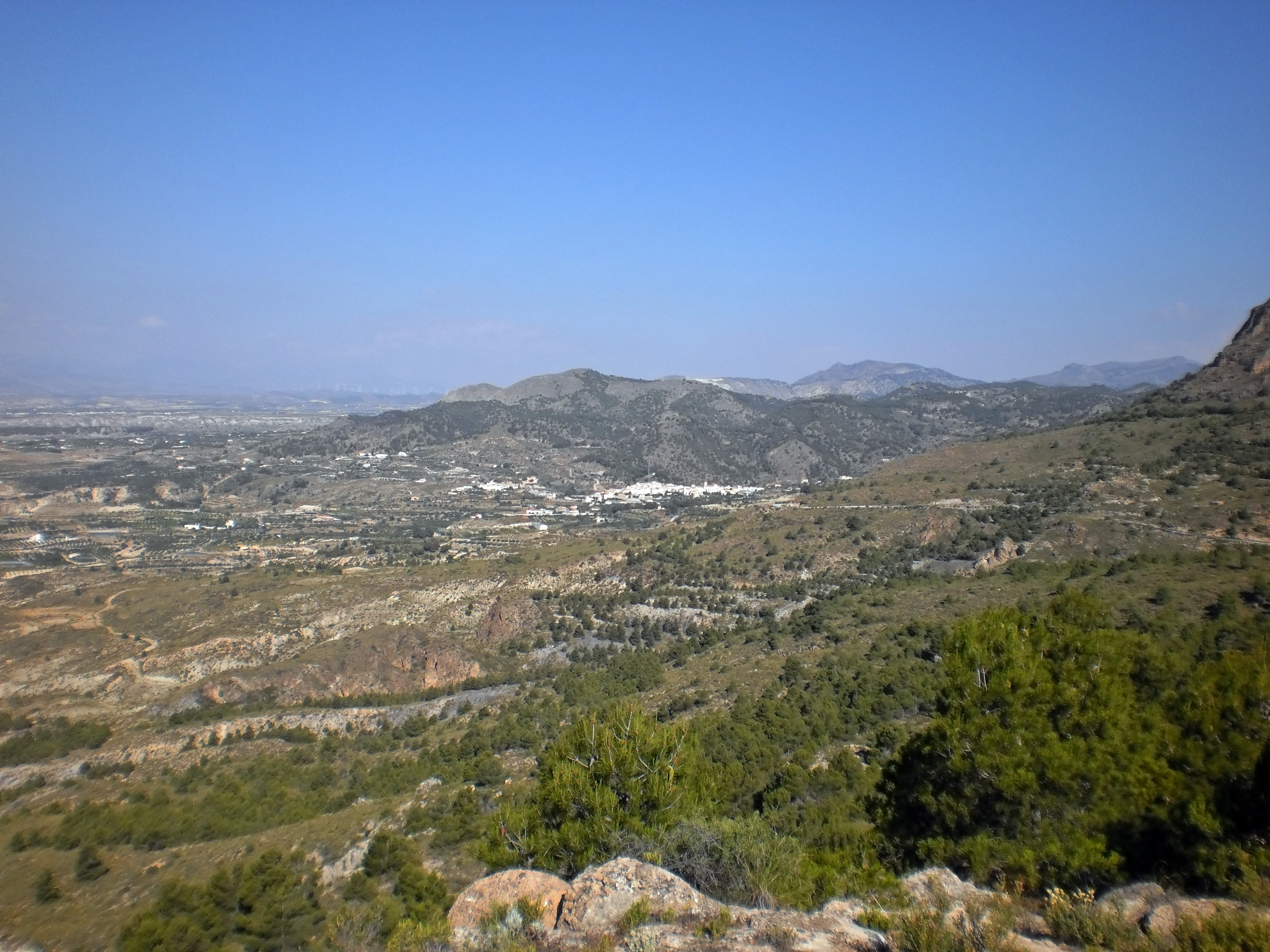
Vertiente sur de la sierra. Urrácal

## Senderismo
Existen diferentes rutas homologadas por la Federación de Montañismo para la práctica de senderismo, tanto de gran recorrido (GR) como de pequeño recorrido (PR):
- El GR 143 atraviesa de sur a norte las sierras de Lúcar y de Oria.
- Sendero del Picacho, en Taberno (PR-A 117)
- Sendero de los Molinos, en Urrácal (PR-A 300)
- Sendero del Talco, entre Lúcar y Somontín (PR-A 301)
- Sendero de la Escarihuela, en Urrácal (PR-A 371)

Además de las rutas homologadas, toda la sierra está surcada por caminos que discurren por lugares de interés paisajístico y en los que se puede practicar senderismo y ciclismo de montaña. Y no hay que olvidar el gran número de ramblas que conectan la sierra con el Valle del Almanzora, constituyendo por sí mismas una vía de comunicación natural de fácil aprovechamiento.

## Lugares de interés
- Monumento Natural de Piedra Lobera (Lúcar).
- Minas de talco (Somontín).
- Santuario del Saliente (Albox).
- Desfiladero de la Boca de Oria.
- Castellón de Olías (Oria).
- Castillo de Olías (Oria).
- Castillo de la Balsa Vieja (Oria).
- Peñón de la Chaparra (Oria)
- Pinar de Pinos Blancos y Pinar del Canuto (Lúcar).
- Pinar de la Sierra de Oria.
- Enebros centenarios del Barranco de Quiles (Oria).
- Encina de Muro (Vélez Rubio).
- Pinar autóctono (Urrácal)